# Felix Bichl
Felix Bichl (* 24. April 1875 in Moosbach, Gemeinde Helpfau-Uttendorf; † 9. März 1956 in Gaspoltshofen) war österreichischer Bauer und Politiker.
Als Bauer und Gastwirt war Bichl politisch und wirtschaftlich vielseitig tätig. Von 1919 bis 1925 war er oberösterreichischer Landtagsabgeordneter (XII. Wahlperiode) und Landesrat (Vertreter der Freiheits- und Ordnungspartei, dann als Exponent des Landbundes). Als Landesrat trat er jedoch nicht besonders in Erscheinung. Von 1920 bis 1930 war er als einziger Vertreter des Oberösterreichischen Bauernvereins bzw. des Landbundes Mitglied des österreichischen Nationalrates (I., II. und III. Gesetzgebungsperiode). Bichl war auch Vizepräsident der kurzlebigen Bauernzuckerfabrik Suben und von 1919 bis 1927 Vizepräsident des Landeskulturrates.
Während seiner Tätigkeit als Obmann des Freiheitlichen Preßvereins Braunau am Inn zwischen 1927 und 1931 kam es zu manchen Spannungen, denn als Redner war Bichl oft emotionell und wenig überlegt, so dass er für den Landbund eher eine Belastung darstellte.